# Сиудад Хуарес
Сиудад Хуарес (на испански: Ciudad Juárez) е град в мексиканския щат Чиуауа. Градът е с население от 1 301 452 жители (2005 г.) и се намира на 1120 m н.в. Разположен е на р. Рио Гранде, от другата страна на границата между САЩ и Мексико, срещу Ел Пасо, Тексас. Основан е през 1659 г. Градът носи името на известния мексикански политик Бенито Хуарес.
Градът се счита за „център на мексиканската организирана престъпност и е наричан „криминалната столица на Мексико“. Смята се, че градът е отправна точка за нелегалния трафик на наркотици към САЩ. Поради тази причина наркокартелите водят постоянна война за контрол над града. Въпреки разположените 8500 войници, броят на убийствата в града нараства до 1800 през първите 9 месеца на 2009 г., спрямо 1653 за 2008 г. За цялата година са извършени 2635 убийства. През 2010 г. убийствата в града са 3100. Според статистика на вестник Билд, 130 души на 100 хиляди биват убити всяка година в града, което го прави най-опасният за живеене град в света по това време.
Въпреки всичко големите компании продължават да строят заводи за преработка в града. Тези заводи могат да внасят суровини без мита, като готовата продукция се връща в страната, откъдето са внесени суровините, в повечето случаи – Съединените щати.